# Pierre Trémoulière
Pierre Trémoulière, né le 17 décembre 1856 à Pers (Cantal) et mort le 21 mars 1937 à Paris, est un homme politique français.

## Biographie
Négociant et propriétaire terrien, il est maire d'Omps de 1904 à 1937 et député du Cantal de 1924 à 1928, siégeant sur les bancs radicaux.

## Sources
- « Pierre Trémoulière », dans le Dictionnaire des parlementaires français (1889-1940), sous la direction de Jean Jolly, PUF, 1960 [détail de l’édition]